# Flagstaff, Arizona
Flagstaff là một thành phố ở bắc Arizona, tây nam Hoa Kỳ. Năm 2015, thành phố có dân số 70.320 người. Khu vực đô thị kết hợp Flagstaff có dân số ước tính 139.097 người. Nó là quận lỵ của quận Coconino. Thành phố được đặt theo một cột cờ thông ponderosa từ nhóm hướng đạo Boston (gọi là "Đoàn Boston thứ hai") tổ chức để kỷ niệm trăm năm Hoa Kỳ vào ngày 4 tháng 7 năm 1876.
Flagstaff nằm gần phía tây nam của cao nguyên Colorado, dọc theo phía tây của rừng thông Ponderosa tiếp giáp lớn nhất ở lục địa Hoa Kỳ. Flagstaff nằm sát núi Elden, nằm phía nam của San Francisco Peaks, dãy núi cao nhất bang Arizona. Đỉnh Humphreys, đỉnh núi cao nhất ở Arizona với độ cao 12.633 feet (3.851 m), có khoảng cách khoảng 10 dặm (16 km) về phía bắc của Flagstaff trong Khu hoang dã Kachina Peaks.
Nền kinh tế ban đầu của Flagstaff dựa trên ngành công nghiệp gỗ, đường sắt và chăn nuôi gia súc. Ngày nay, thành phố vẫn là trung tâm phân phối quan trọng cho các công ty như Nestlé Purina PetCare, và là nơi của Đài thiên văn Lowell, Đài quan sát Hải quân Mỹ, Trạm Flagstaff của Hoa Kỳ và Đại học Miền Nam Arizona. Flagstaff có ngành du lịch mạnh, gần với Vườn quốc gia Grand Canyon, Hẻm núi Oak Creek, Arizona Snowbowl, Hố thiên thạch Meteor và Tuyến xa lộ 66 lịch sử. Thành phố cũng là trung tâm sản xuất thiết bị y tế, vì Flagstaff là nơi có  W. L. Gore and Associates.